# Кюрьёз
Кюрьёз (фр. Curieuse) — один из островов Сейшельского архипелага. Расположен в Индийском океане, принадлежит государству Сейшельские Острова.

## География
Это небольшой (2,86 км²) гранитный остров, расположенный чуть более километра к северу от острова Праслен, высшая точка — 172 м.

## Флора и фауна
Сегодня остров известен как одно из двух мест, где произрастает сейшельская пальма. Так же на острове живут около 500 гигантских сухопутных черепах, интродуцированных с атолла Альдабра. В водах вокруг острова обитает другая черепаха — бисса, выходящая на берег лишь отложить яйца. Из птиц обитает сейшельский подвид чёрного попугая. Из растений также распространена таману (Calophyllum inophyllum).

## История
Ранее остров носил название Иль-Руж (Ile Rouge — по-французски «Красный остров») из-за цвета почв. В 1768 году остров получил современное название в честь шхуны под командованием Мариона-Дюфрена, объявившего территорию французским владением. В 1771 году моряки для облегчения сбора плодов пальм подожгли остров, следы пожара видны до сих пор. В 1827 году правительство Маврикия устроило на острове лепрозорий и до 1965 года жителями Кюрьёза были лишь врачи и больные. В 1979 году остров и прибрежные воды были включены в морской национальный парк Кюрьёз площадью 14,7 км².

## Население
Население — около 200 человек (2009).